# 长尾复叶耳蕨
长尾复叶耳蕨（学名：Arachniodes simplicior）也称异羽复叶耳蕨、多芒复叶耳蕨、福建复叶耳蕨、西藏复叶耳蕨、溧阳复叶耳蕨、多距复叶耳蕨，为鳞毛蕨科复叶耳蕨属下的一个种。模式标本采自日本。